# NGC 1850

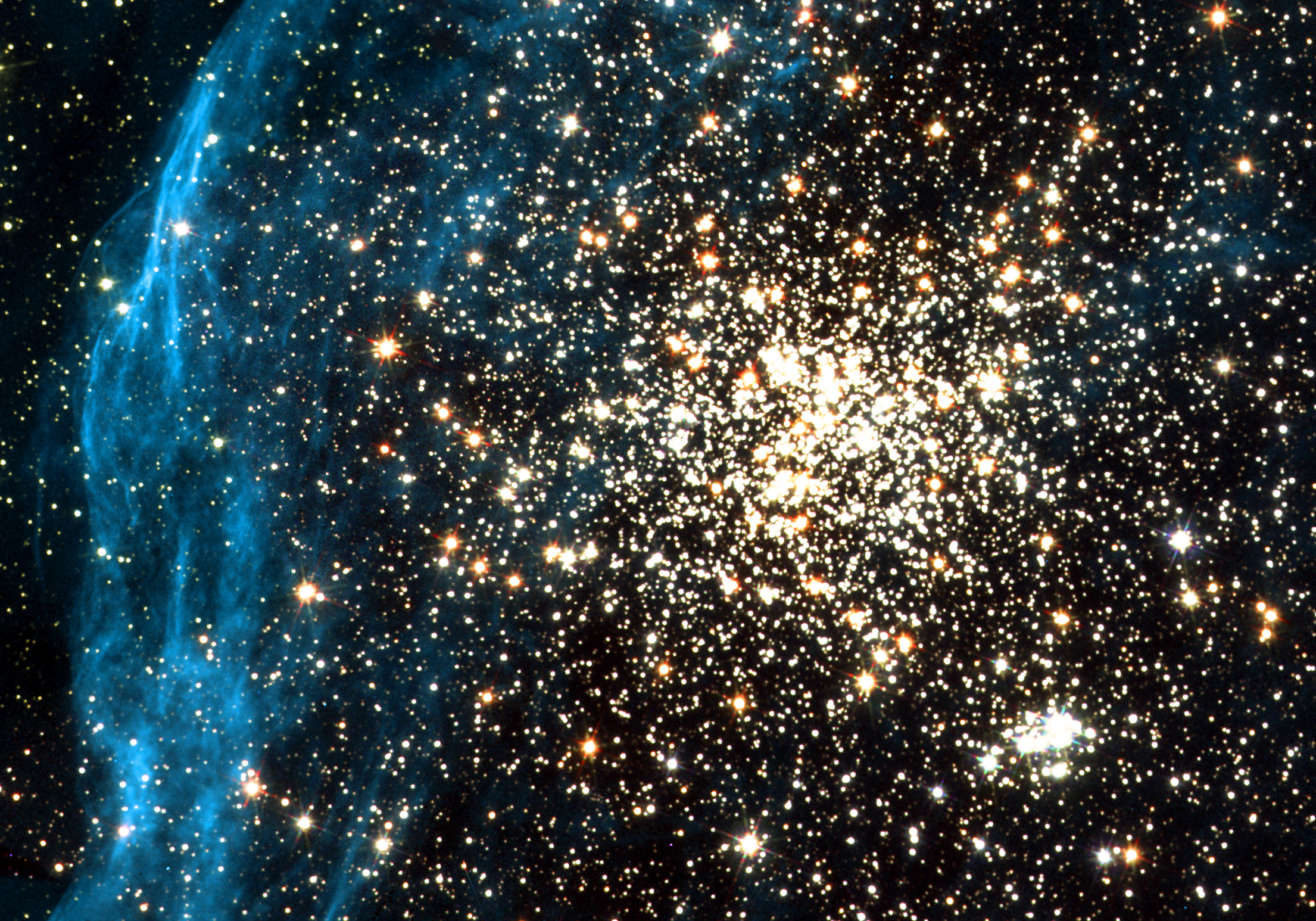
NGC 1850 par le télescope spatial Hubble.

NGC 1850 est un amas ouvert situé dans la constellation de la Dorade. Cet amas est situé dans le Grand Nuage de Magellan. Il a été découvert par l'astronome écossais James Dunlop en 1826 par l'astronome écossais James Dunlop.

## Caractéristiques
NGC 1850 est situé près de l'extérieur de la barre du Grand Nuage de Magellan, une galaxie voisine de la nôtre. À première vue, les images provenant du télescope Hubble et de l'ESO suggèrent que cet amas, tant par sa taille que par sa forme, est ce qui reste d'un amas globulaire comme ceux qui orbitent dans le halo de la Voie lactée. Mais les étoiles de NGC 1850 sont jeunes. Il s'agit donc d'un amas ouvert comme ceux qui peuplent les bras de notre Galaxie. On peut aussi voir sur ces deux images, en bas à droite du regroupement central d'étoiles, un autre amas compact d'étoiles. NGC 1850 est donc un double amas d'étoiles. Les étoiles du plus grand amas ne sont âgées que d'environ 50 millions d'années, alors que celles du petit amas sont encore plus jeunes, environ 4 millions d'années. En fait, le petit amas contient aussi des étoiles de type type T Tauri, la phase de formation d'étoiles semblables au Soleil. 

## Nébuleuse distinguée

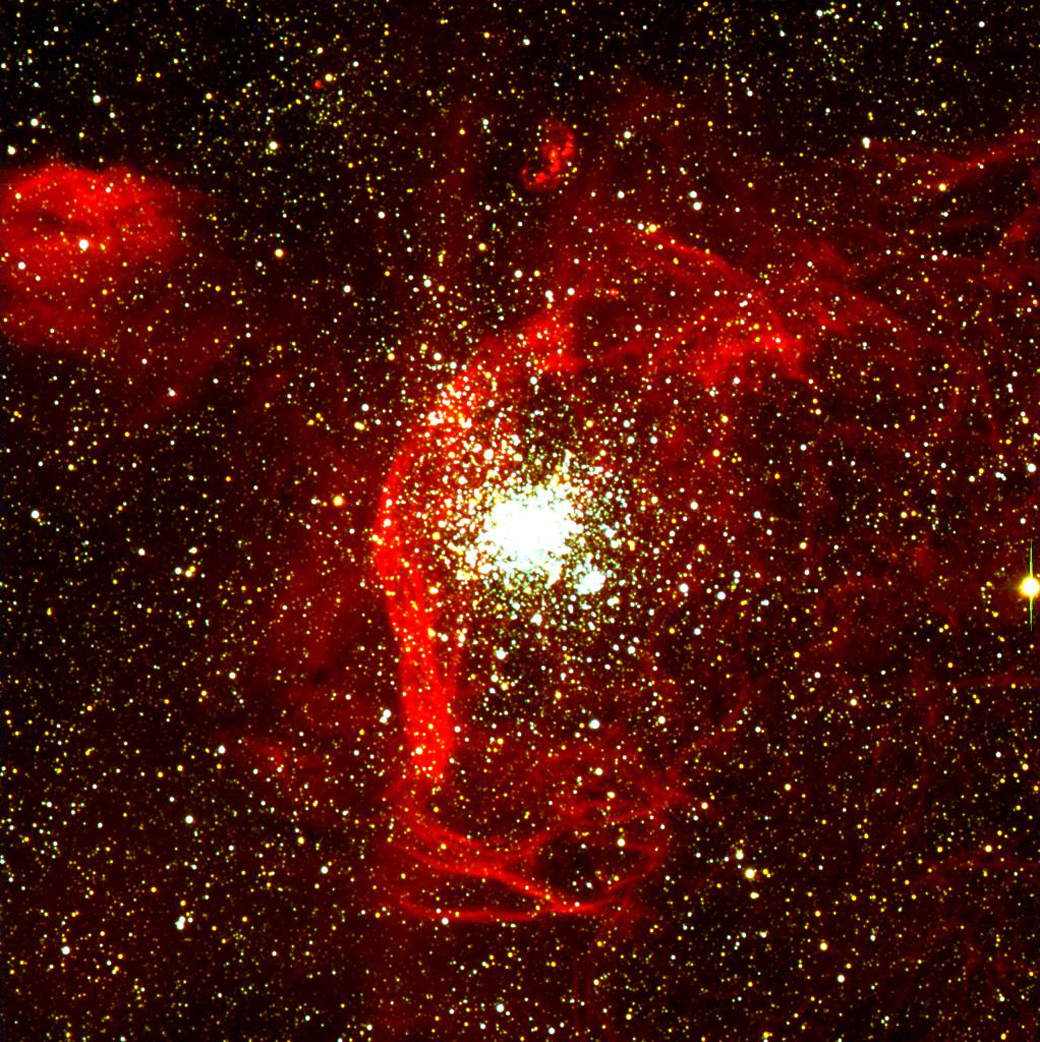
Image de NGC 1850, obtenue par l'Observatoire européen austral et le télescope Hubble. Un rémanent de supernova?

La nébuleuse à gauche (bleue sur la photo de Hubble et rouge sur celle de l'ESO) est sans doute un rémanent de supernova comme on en trouve dans notre Galaxie. Des étoiles massives dont l'espérance de vie est fort brève ont donc explosé assez récemment dans NGC 1850.

## Existence d'un trou noir de petite taille
En 2021, une équipe de l'Observatoire européen austral découvrit un système binaire dans l'amas NGC 1850. Particularité, c'est qu'il s'agit d'un trou noir possédant 11,1 masses solaires seulement, qui reste toujours invisible, et d'une étoile qui quitta la séquence principale. Il faut trouver une explication pour laquelle ce trou noir existe dans un amas si jeune, jamais constaté auparavant.